# Silvio Proto
Silvio Proto (* 23. května 1983, Charleroi, Belgie) je bývalý belgický profesionální fotbalový brankář a reprezentant italského původu. V průběhu kariéry mimo jiné hráč belgických klubů RSC Anderlecht a KV Oostende.
Kariéru ukončil začátkem roku 2021.
V průběhu své hráčské kariéry získal 15 trofejí.

## Klubová kariéra
Silvio Proto začal s fotbalem v roce 1989 v malém klubu RACS Couillet. V roce 1999 přešel do druholigového RAA Louviéroise, s nímž v sezóně 2002/03 vyhrál belgický fotbalový pohár.
V roce 2005 přestoupil do slavného Anderlechtu Brusel, kde získal celou řadu trofejí včetně ligových primátů. O místo v bráně sváděl konkurenční boj s českým brankářem Danielem Zítkou. V sezonách 2004/05, 2011/12 a 2012/13 byl zvolen belgickým brankářem roku.
V srpnu 2008 odešel na hostování do belgického Germinalu Beerschot, v jehož barvách se mu podařilo vstřelit dokonce jeden gól.
V létě 2016 přestoupil z Anderlechtu do KV Oostende.
Během zimní přestávky v sezóně 2020/21 ukončil kariéru.

## Reprezentační kariéra
Silvio Proto hrál za belgické reprezentační výběry od kategorie do 18 let, konkrétně za U18, U19, U20 a U21.
V A-mužstvu Belgie debutoval 17. listopadu 2004 v domácím kvalifikačním utkání proti národnímu týmu Srbska a Černé Hory. Odchytal kompletní zápas, který Belgie prohrála 0:2.
Poslední zápas (svůj třináctý) v belgickém národním týmu odchytal 9. února 2011 proti Finsku (remíza 1:1).